# Onesidezero
Onesidezero ist eine US-amerikanische Alternative-Rock-Band aus Los Angeles, Kalifornien, die im Jahr 2000 gegründet wurde, sich 2004 auflöste und seit 2005 wieder aktiv ist.

## Geschichte
Die Band wurde im Jahr 2000 von dem Gitarristen und Sänger Jasan Radford und dem Gitarristen Levon Sultanian gegründet. Nach mehreren Besetzungswechseln kristallisierte sich neben dem Duo mit dem Gitarristen Brett Kane, dem Schlagzeuger Rob Basile und dem Bassisten Cristian Hernandez eine stabile Besetzung heraus. Es folgten Auftritte in lokalen Clubs, wobei die Band ihre Bekanntheit steigern konnte. Im Sommer 2000 wurde ein erstes Demo veröffentlicht. Ihren Plattenvertrag bei Madonnas Label Maverick Records verdankt die Gruppe zum größten Teil ihrer Fangemeinde, die Demo-MP3s von Onesidezero bei Napster teilte, wodurch das Label auf die Gruppe aufmerksam wurde. Noch im Jahr 2001 erschien das Album Is This Room Getting Smaller. Das Album war von Jim Wirt und David Bottrill produziert worden. Der Veröffentlichung folgten Touren zusammen mit 311, Ozzy Osbourne und Incubus. Im Februar 2002 ging es zusammen mit Soulfly und Static-X auf Tournee durch die USA. Im Dezember 2004 spielte die Band ihren letzten Auftritt. Kurz darauf jedoch fand sich die Gruppe wieder zusammen und begann mit den Arbeiten zur EP Songs from a Cardboard Box. Im Dezember 2006 gab Corporare Punishment bekannt, die Gruppe unter Vertrag genommen zu haben. Daraufhin begannen mit dem Produzenten Ulrich Wild Studioarbeiten. 2007 erschien schließlich ein selbstbetiteltes Album.

## Stil
Christian Graf schrieb in seinem Nu Metal und Crossover Lexikon, dass die Band Crossover spielt, der auf Alternative Metal basiere. Das Debütalbum zeichne sich „durch derbe Riffs, Trance-artige Grooves bzw. die gelungene Abstimmung zwischen Melodie und Rhythmik aus“. Gary Hill von Allmusic merkte in seiner Rezension zu Is This Room Getting Smaller an, dass die Band durch Bush und Creed beeinflusst klingt. Das Album zeige eine Bandbreite an verschiedenen Einflüssen, allerdings schütze dies das Album nicht davor, schnell monoton zu werden. Amber Authier rezensierte das Album ebenfalls und hob die Verwendung von drei Gitarristen hervor. Es werde in den Songs der Einfluss der Produzenten Jim Wirt (Incubus) and David Bottrill (Tool) deutlich. Marcus Schleutermann vom Rock Hard meinte in seiner Rezension zum selbstbetitelten Album, dass sich zu dem „Neo-Grunge-Sound“ der Gruppe mittlerweile Einflüsse aus dem Classic Rock gesellt hätten. So erinnere die Gruppe stellenweise an Black Sabbaths Heaven and Hell. Auch gebe es auf dem Album Balladen und „Alternative-Rocker“.

## Diskografie
- 1998: Demo 1998 (Demo, Eigenveröffentlichung)
- 2000: Demo 2000 (Demo, Eigenveröffentlichung)
- 2001: New World Order (Single, Maverick Records)
- 2001: Instead Laugh (Single, Maverick Records)
- 2001: She the Skin (Single, Maverick Records)
- 2001: Is This Room Getting Smaller (Album, Maverick Records)
- 2003: Summer Demo (Demo, Eigenveröffentlichung)
- 2003: 2/5's Demo (Demo, Eigenveröffentlichung)
- 2007: My Confession (Single, Corporare Punishment)
- 2007: Sleep (Single, Corporare Punishment)
- 2007: Onesidezero (Album, Corporare Punishment)